# Zygonyx viridescens
Zygonyx viridescens – gatunek ważki z rodziny ważkowatych (Libellulidae).